# Zbigniew Orłowski
Zbigniew Orłowski (ur. 21 marca 1925 w Wilnie, zm. 7 czerwca 2019) – polski lekarz, specjalista nefrologii, profesor nauk medycznych, nauczyciel akademicki Akademii Medycznej w Łodzi, żołnierz Armii Krajowej, ofiara represji stalinowskich.

## Życiorys
Maturę uzyskał w 1941 w Wilnie. Podczas okupacji niemieckiej od 1943 był żołnierzem Armii Krajowej. W lecie 1944 uczestniczył w akacjach zbrojnych „Burza” i „Ostra Brama” na Wileńszczyźnie. W ramach represji sowieckich w końcu lipca 1944 został wywieziony w głąb ZSRR do łagrów, gdzie uczestniczył w wyrębie lasów. Przebył chorobę głodową. Na początku marca 1945 uciekł z obozu. Po trzech miesiącach dotarł do Łodzi.
Po przybyciu do Łodzi rozpoczął studia na Wydziale Lekarskim Uniwersytetu Łódzkiego, które po usunięciu medycyny z Uniwersytetu dokończył z wyróżnieniem w grudniu 1951 w Akademii Medycznej. Podczas III roku studiów podjął pracę jako wolontariusz w III Klinice Chorób Wewnętrznych kierowanej przez prof. Wacława Markerta. Jednocześnie był zatrudniony w Zakładzie Chemii Ogólnej i Fizjologicznej kierowanej przez prof. Antoniego Dmochowskiego. W 1950 został młodszym asystentem kontraktowym u prof. Markerta. Za działalność w AK został na mocy decyzji rektora na początku 1951 zwolniony z pracy. Odtąd utrzymywał się z krwiodawstwa i pracy w Poradni Sportowo-Lekarskiej. Dzięki interwencji prof. Jerzego Jakubowskiego w lutym 1952 powrócił na etat asystenta w II Klinice Chorób Wewnętrznych. W latach 1961–1962 był na stypendium w Washington University w St. Louis (USA) w Oddziale Nefrologii (kierownik: prof. Neal S. Bricker). W 1963 uzyskał stopień naukowy doktora na podstawie rozprawy pt. „Niemiarowości w zawale mięśnia serowego i ich znaczenie dla rokowania” i został adiunktem Akademii Medycznej w Łodzi. W 1968 otrzymał stopień doktora habilitowanego na podstawie dorobku naukowego oraz rozprawy pt. Mocznica przednerkowa w przewlekłych chorobach nerek. W 1984 został profesorem nadzwyczajnym nauk medycznych.
W 1970 rozpoczął organizację Kliniki Nefrologicznej z Oddziałem Dializ w ramach Instytutu Chorób Wewnętrznych AM w Łodzi i został jej kierownikiem. Klinikę tę prowadził do czasu przejścia na emeryturę we wrześniu 1995. W latach 1984–1987 pracował w Zawii w Libii. W 1991 został profesorem zwyczajnym Akademii Medycznej.
Pod jego kierunkiem stopień naukowy doktora uzyskało 12 osób. Był opiekunem 3 habilitacji.
Opublikował 51 prac naukowych, w tym 6 książek.
Odznaczono go m.in. Krzyżem Armii Krajowej i Krzyżem Kawalerskim Orderu Odrodzenia Polski.
Zmarł 7 czerwca 2019. Został pochowany 17 czerwca 2019 na Cmentarzu św. Rocha na Radogoszczu w Łodzi.